# استفانی هورنر
استفانی هورنر (به انگلیسی: Stephanie Horner) (زادهٔ ۱۹ مارس ۱۹۸۹) شناگر اهل کانادا است.